# 黑爾斯歐文
黑爾斯歐文（Halesowen）是英國的一座城鎮，位於西密德蘭郡的達德利都市自治市，距離伯明罕市中心約7英里（11公里）。2021年有人口60,097人。
黑爾斯歐文原為什羅普郡的一塊外飛地，1844年被併入伍斯特郡。1972年地方政府法案引入都市郡與非都市郡，黑爾斯歐文被劃入新建立的西密德蘭郡。